# Divadlo Feste
Divadlo Feste je nezávislé profesionální divadlo působící v Brně od roku 2006.  Od sezony 2017/2018 sídlí v multifunkčním kulturním prostoru INDUSTRA  Dramaturgie divadla se zaměřuje na společenská a politická témata. 

## Historie
Divadlo Feste bylo založeno na pomezí let 2006 a 2007 jako projekt absolventa režie JAMU v Brně Jiřího Honzírka. Po čase se z projektu stalo profesionální divadlo.  Z čerstvého absolventa a zakladatele se stal kmenový režisér, který zde působí neustále.  Název divadla pochází ze Shakespearova dramatu Večer tříkrálový, kde vystupuje šašek Feste (někdy též nazýván Masopust). Zobrazuje zde provokující postavičku nastavující zrcadlo hraběcí smetánce, v širším slova smyslu lidem vyššího postavení.  Divadlo zpočátku fungovalo bez stálé scény. Od roku 2012 využívalo jako svou základnu brněnský klub Kabinet Múz. Od října roku 2017 své působiště přesunulo do kulturního prostoru INDUSTRA na ulici Masná v areálu brněnských mrazíren.  Divadlo Feste produkuje autorské inscenace, od roku 2011 se navíc zabývá i zahraničními autory prostřednictvím každoročně pořádaného festivalu scénických čtení SPECIFIC. Festival se zaměřuje na současnou dramatiku konkrétní země a realizuje se na různých místech po Brně. 

## Poetika divadla
Divadlo Feste vyniká angažovanou tematikou svých inscenací.  Hlavním cílem tvorby je otevírat divákům tabuizovaná témata. Z pozice autorského divadla se snaží hledat novou cestu ke specifickému divadelnímu ztvárnění: dokumentární, pohybové, cross-over, činoherní divadlo, improvizace, apod. Věnuje se otázkám xenofobie, stoupající míry násilí, všeobecné nenávisti proti všemu odlišnějšímu, problematice náboženství, sexuální orientace, genderu, etnicity, atd. Inscenace reagují na soudobou společenskou situaci, včetně politického chaosu. Akcentuje roli člověka v moderním světě a práva občanů ve veřejném prostoru. 
Okruh těchto témat přivádí divadlo ke spolupráci s různými organizacemi a pracovišti s podobným zaměřením, viz např. kooperace v aktivitách pořádaných projektem „HateFree Culture“,  jenž se věnuje podobným problémovým stránkám ve společnosti a obecně snaze o život bez násilí. 

## Soubor
Umělecký soubor divadla je nestálý a neustále se obměňuje.  Skládá se jak z profesionálů, tak z amatérů, ale také z čerstvých absolventů uměleckých škol.  Zakladatelem divadla, současným ředitelem a kmenovým režisérem je Jiří Honzírek,  který vytvořil několik autorských inscenací, jako např. Okružní jízda, Schauspiel, Samá voda, Hungerstein, Kupci hvězd. Režíroval také hry Poslední táborita, Dítě. Člun, Husina, Čekání na konec světa, Dealeři fyzické lásky a Chlast.  S divadlem spolupracoval také Filip Nuckolls režírující zde hru Ale to je nemilé!, kterou přeložil Otto Kauppinen. Ten se podílel také na překladu a dramaturgii dramat Hřiště, Poslední táborita a Husina. Spolupracujícím režisérem je dále Jakub Čermák - autorská hra Boží koně. Dramaturgem této inscenace byla, stejně jako u hry Dítě. Člun, Kristýna Břečková. Hru Hřiště zrežírovala Marika Smreková.  Mezi často obsazované herce patří např.: Jan Grundman účinkující mj. v Národním divadle Brno nebo v Hadivadle,  Barbora Milotová angažovaná v Národním divadle Brno a Hadivadle,  Eva Kodešová působící především v Divadle pod Palmovkou a další. 

## Produkce
Historické drama Husina pojednávající o okolnostech upálení Mistra Jana Husa se obejde bez jeho přítomnosti na jevišti.  Hra tematizuje současné české politické zákulisí ovládající média na příkladu historických osobností (Zikmund Lucemburský, Jana Hus).  Performance Okružní jízda dělá z diváků herce a naopak, využívá halu hlavního nádraží města Brna jako své jeviště a s náhodnými kolemjdoucími rozehrává hru o nepředvídatelném ději.  Smyslem projektu je poukázat na historii a funkčnost nádražní budovy v souvislosti s referendem z roku 2016 o přesunutí či opravení budovy.  Herci vybízejí diváky ke spolupráci také při inscenaci Dealeři fyzické lásky, jež se zaobírá problematikou domácího násilí z mužského i ženského pohledu.  Divadlo se pouští i do rodičovské tematiky, která ve hře Návraty sklouzává k černé komedii  a v monodramatu Dítě. Člun nechává vygradovat strach matky o osmnáctiměsíční dítě první den v jeslích.  Poslední uvedená inscenace Boží koně byla inspirována skutečným teroristickým útokem v Casablance roku 2003. 

### Festival SPECIFIC
Oficiální název „SPECIFIC - festival scénických čtení“, odvozený od typu umění „site-specific“, použilo Divadlo Feste až při třetím ročníku. Termín poukazuje na snahu odpoutat se od klasických divadelních prostorů a zasadit inscenaci do míst, na nichž se s divadlem obvykle nesetkáváme.  Smyslem je oživit určité místo či prostor uměním a využít genia loci. 
| Rok  | Místo konání |
| ---- | --- |
| 2011 | café Falk v Brně |
| 2012 | Podium bar UNTR pod Falkem, Jídelna Máj na Malinovského náměstí Brno                                                       |
| 2013 | spolupráce s 4AM - fórum pro architekturu a média, Brno                                                                    |
| 2014 | Brno a okolí: restaurace Na Jevišti v Adamově, na cestě ve vagónu do Slavkova u Brna a zpět, nádraží v Králově Poli v Brně |
| 2015 | areál bývalé továrny Mosilana v Brně a stálá scéna souboru Depresivní děti touží po penězích ve Venuši ve Švehlovce, Praha |
| 2016 | Ředitelství báňské a hutní společnosti v Brně                                                                              |
| 2017 | INDUSTRA café Brno |

- SPECIFIC 2011 zaměření na autory bývalé Jugoslávie

První ročník festivalu nesl jméno YOUGO! Odehrával se v prostorách brněnské kavárny Falk a byl přidružen jako umělecká performance k vernisáži fotografií dvou umělců žijících v oblasti bývalé Jugoslávie. Byl zahájen 27. dubna 2010 a pokračoval až do prosince 2011. Bylo uvedeno sedm dramatických textů z pěti balkánských zemí. Již v tomto ročníku byla uplatněna forma site-specific. Pro divadlo neobvyklá balkánská dramaturgie se realizovala v prostorech kavárny Falk. 
- SPECIFIC 2012 zaměření na běloruské autory

Název pro druhý ročník byl by.BY (by anglická předložka odkazující na autorství díla a BY je mezinárodní poznávací značkou Běloruska ) a prostorem pro zahájení se stal Podium bar pod café Falk UNTR. 24. dubna byl festival oficiálně zahájen a 25. dubna pokračoval první inscenací v Jídelně Máj na Malinovského náměstí.  Dohromady bylo inscenováno sedm běloruských her. 
- SPECIFIC 2013 zaměření na africké autory

Při třetím ročníku byl poprvé použit název SPECIFIC. Zaměřil se na opomíjenou africkou divadelní tvorbu. Afrikanistka Lucie Němečková a zároveň dramaturgyně mj. Divadla Husa na provázku či HaDivadla se stala dramaturgyní tohoto ročníku. Vybrala sedm textů afrického divadla, které na festivalu měly českou premiéru. Festival byl zahájen 22. dubna a probíhal sedm měsíců. Tvůrci zpracovali otázku rasismu a odlišného vyznání. 
- SPECIFIC 2014 zaměření na ukrajinské autory

Na festival byla vybrána díla pěti současných ukrajinských autorů. Jednou z dramatiček byla Taťjana Kycenko, která se festivalu zúčastnila osobně. Festival odstartoval 20. května a odehrával se na šesti různých místech v Brně a okolí (Adamov, Slavkov u Brna, ad.)  Tematicky byl tento ročník definován heslem „Prostor, který mění dějiny“, objevila se například problematika Černobylu. 
- SPECIFIC 2015 zaměření na norské autory

Pátý ročník byl zahájen 5. 5. v areálu bývalé textilní továrny Mosilana v Brně. Část inscenací se reprízovala také v Praze na stálé scéně spřáteleného souboru Depresivní děti touží po penězích ve Venuši ve Švehlovce. Dramaturgyně Karolína Stehlíková a Eva Dohnálková vybraly a přeložily šest současných norských dramatických textů. Na festivalu uvedenou hru Fredrika Brattberga Návraty nastudovalo divadlo později jako regulérní inscenaci v režii Tomáše Milostného (premiéra 6. 4. 2016). Na organizaci festivalu se podíleli studenti Katedry divadelních studií v rámci předmětu Současné skandinávské drama.
- SPECIFIC 2016 zaměření na finské autory

O rok později byla vybrána šestice současných děl od šesti finských autorů opět přeložených přímo pro tuto záležitost. Záměrem bylo propagovat nejen drama, ale také finskou literaturu obecně. Jednotlivé texty akcentovaly témata jako solidarita nebo tragédie současnosti.  Oficiálním datem zahájení byl 2. květen. 
- SPECIFIC 2017 zaměření na španělské autory

S novým zaměřením se změnil i prostor pro inscenování. 6. ročník festivalu se konal v kulturních prostorách INDUSTRA. Nejnovější ročník byl zaměřen na španělskou dramatiku s podtitulem „Španělsko. Drama. Skutečnost. Lže.“ Festival doprovodilo i kolokvium o španělském současném divadle, které bylo pořádáno Ústavem románských jazyků a literatury FF MU. Zahájen byl 5. října a do konce roku 2017 bylo uvedeno šest inscenací. 